# أونا ستابس
أونا ستابس بالإنجليزية: Una Stubbs)‏ مواليد 1 مايو 1937 في هيرتفوردشاير، إنجلترا، المملكة المتحدة، هي ممثلة إنجليزية بدأت مسيرتها الفنية عام 1956. وراقصة سابقة. ومن أشهر أدوارها في مسلسل شرلوك.

## روابط خارجية
- أونا ستابس على موقع IMDb (الإنجليزية)
- أونا ستابس على موقع روتن توميتوز (الإنجليزية)
- أونا ستابس على موقع ألو سيني (الفرنسية)
- أونا ستابس على موقع ميوزك برينز (الإنجليزية)
- أونا ستابس على موقع أول موفي (الإنجليزية)
- أونا ستابس على موقع قاعدة بيانات الأفلام السويدية (السويدية)
- أونا ستابس على موقع ديسكوغز (الإنجليزية)
- أونا ستابس على موقع قاعدة بيانات الفيلم (الإنجليزية)
- أونا ستابس على موقع كينوبويسك (الروسية)